# Hopman Cup 2005
La Hopman Cup  2005 est la 17e édition du tournoi. Huit équipes mixtes participent à la compétition qui se déroule selon les modalités dites du « round robin » : séparées en deux poules de quatre équipes, les premières de chaque poule se disputent le titre en finale. Chaque confrontation entre deux pays comporte trois matchs : un simple dames, un simple messieurs et un double mixte souvent décisif.
Le tournoi se déroule à Perth, en Australie.

## Faits marquants
- La Slovaquie remporte son 2e titre (après 1998) face à l'Argentine après sa finale perdue lors de l'édition précédente. C'est la 1re fois que l'Argentine parvient en finale de l'épreuve.

## Parcours
| No | Équipe                                 | Résultat       | Ultimes adversaires                   |
| -- | -------------------------------------- | -------------- | ------------------------------------- |
| 1  | Gisela Dulko Guillermo Coria           | Finale         | Daniela Hantuchová Dominik Hrbatý (4) |
| 2  | Francesca Schiavone Davide Sanguinetti | 3e du groupe A | 1 victoire 2 défaites                 |
| 3  | Alicia Molik Mark Philippoussis        | 4e du groupe B | 1 victoire 2 défaites                 |
| 4  | Daniela Hantuchová Dominik Hrbatý      | Victoire       | Gisela Dulko Guillermo Coria (1)      |

| No | Équipe                           | Résultat        | Ultimes adversaires              |
| -- | -------------------------------- | --------------- | -------------------------------- |
| 1  | Anna-Lena Grönefeld Tommy Haas   | 2e du groupe A  | 2 victoires 1 défaite            |
| 2  | Anastasia Myskina Marat Safin    | 4e du groupe A  | 0 victoire 3 défaites            |
| 3  | Michaëlla Krajicek Peter Wessels | 3e du groupe B  | 1 victoire 2 défaites            |
| 4  | Meghann Shaughnessy James Blake  | 3e du groupe B  | 2 victoires 1 défaite            |
| 5  | Cara Black Wayne Black           | tour de barrage | Michaëlla Krajicek Peter Wessels |

## Match de barrage
|  | Équipe 1 | Score | Équipe 2 |  |
|  | Pays-Bas | 2 – 1 | Zimbabwe |  |

## Matchs de poule
L'équipe en tête de chaque poule se voit qualifiée pour la finale.

### Groupe A

#### Classements
| #   | Équipe victorieuse | Adversaire | Score |
| 1er | Argentine          | Italie     | 2 - 1 |
| 2e  | Allemagne          | Russie     | 2 - 1 |
| 3e  | Allemagne          | Italie     | 2 - 1 |
| 4e  | Argentine          | Russie     | 2 - 1 |
| 5e  | Italie             | Russie     | 2 - 1 |
| 6e  | Argentine          | Allemagne  | 2 - 1 |

| #   | Pays      | Points | Matchs | Sets   |
| --- | --------- | ------ | ------ | ------ |
| 1re | Argentine | 3 - 0  | 6 - 3  | 9 - 7  |
| 2e  | Allemagne | 2 - 1  | 5 - 4  | 12 - 7 |
| 3e  | Italie    | 1 - 2  | 4 - 5  | 7 -12  |
| 4e  | Russie    | 0 - 3  | 3 - 6  | 9 - 11 |

#### Matchs détaillés
|  | Équipe 1  | Score | Équipe 2 |  |
|  | Argentine | 2 – 1 | Italie   |  |

| Ordre des matchs | Joueurs                 | Points au premier set | Points au second set | Points au troisième set |
| ---------------- | ----------------------- | --------------------- | -------------------- | ----------------------- |
| 1                | Gisela Dulko            | 1                     | 3                    |                         |
| 1                | Francesca Schiavone     | 6                     | 6                    |                         |
|                  |                         |                       |                      |                         |
| 2                | Guillermo Coria         | 6                     | 7                    |                         |
| 2                | Davide Sanguinetti      | 1                     | 64                   |                         |
|                  |                         |                       |                      |                         |
| 3                | Dulko - Coria           | 7                     | 6                    |                         |
| 3                | Schiavone - Sanguinetti | 5                     | 0                    |                         |

|  | Équipe 1  | Score | Équipe 2 |  |
|  | Allemagne | 2 – 1 | Russie   |  |

| Ordre des matchs | Joueurs             | Points au premier set | Points au second set | Points au troisième set |
| ---------------- | ------------------- | --------------------- | -------------------- | ----------------------- |
| 1                | Anna-Lena Grönefeld | 3                     | 3                    |                         |
| 1                | Anastasia Myskina   | 6                     | 6                    |                         |
|                  |                     |                       |                      |                         |
| 2                | Tommy Haas          | 6                     | 3                    | 6                       |
| 2                | Marat Safin         | 3                     | 6                    | 1                       |
|                  |                     |                       |                      |                         |
| 3                | Grönefeld - Haas    | 7                     | 1                    | 7                       |
| 3                | Myskina - Safin     | 5                     | 6                    | 6                       |

|  | Équipe 1  | Score | Équipe 2 |  |
|  | Allemagne | 2 – 1 | Italie   |  |

| Ordre des matchs | Joueurs                 | Points au premier set | Points au second set | Points au troisième set |
| ---------------- | ----------------------- | --------------------- | -------------------- | ----------------------- |
| 1                | Anna-Lena Grönefeld     | 2                     | 6                    | 2                       |
| 1                | Francesca Schiavone     | 6                     | 2                    | 6                       |
|                  |                         |                       |                      |                         |
| 2                | Tommy Haas              | 6                     | 6                    |                         |
| 2                | Davide Sanguinetti      | 3                     | 2                    |                         |
|                  |                         |                       |                      |                         |
| 3                | Grönefeld - Haas        | 7                     | 6                    |                         |
| 3                | Schiavone - Sanguinetti | 67                    | 4                    |                         |

|  | Équipe 1  | Score | Équipe 2 |  |
|  | Argentine | 2 – 1 | Russie   |  |

| Ordre des matchs | Joueurs           | Points au premier set | Points au second set | Points au troisième set |
| ---------------- | ----------------- | --------------------- | -------------------- | ----------------------- |
| 1                | Gisela Dulko      | 2                     | 1                    |                         |
| 1                | Anastasia Myskina | 6                     | 6                    |                         |
|                  |                   |                       |                      |                         |
| 2                | Guillermo Coria   | 7                     | 6                    |                         |
| 2                | Marat Safin       | 64                    | 1                    |                         |
|                  |                   |                       |                      |                         |
| 3                | Dulko - Coria     | 6                     | 6                    |                         |
| 3                | Myskina - Safin   | 2                     | 0                    |                         |

|  | Équipe 1 | Score | Équipe 2 |  |
|  | Italie   | 2 – 1 | Russie   |  |

| Ordre des matchs | Joueurs                 | Points au premier set | Points au second set | Points au troisième set |
| ---------------- | ----------------------- | --------------------- | -------------------- | ----------------------- |
| 1                | Francesca Schiavone     | 3                     | 2                    |                         |
| 1                | Anastasia Myskina       | 6                     | 6                    |                         |
|                  |                         |                       |                      |                         |
| 2                | Davide Sanguinetti      | 7                     | 63                   | 6                       |
| 2                | Marat Safin             | 60                    | 7                    | 0                       |
|                  |                         |                       |                      |                         |
| 3                | Schiavone - Sanguinetti | 8                     |                      |                         |
| 3                | Myskina - Safin         | 6                     |                      |                         |

|  | Équipe 1  | Score | Équipe 2  |  |
|  | Argentine | 2 – 1 | Allemagne |  |

| Ordre des matchs | Joueurs             | Points au premier set | Points au second set | Points au troisième set |
| ---------------- | ------------------- | --------------------- | -------------------- | ----------------------- |
| 1                | Gisela Dulko        | 6                     | 2                    | 1                       |
| 1                | Anna-Lena Grönefeld | 3                     | 6                    | 6                       |
|                  |                     |                       |                      |                         |
| 2                | Guillermo Coria     | 5                     | 3                    |                         |
| 2                | Tommy Haas          | 7                     | 2                    | ab.                     |
|                  |                     |                       |                      |                         |
| 3                | Dulko - Coria       |                       |                      |                         |
| 3                | Grönefeld - Haas    |                       | forfait              |                         |

### Groupe B

#### Classements
| #   | Équipe victorieuse | Adversaire | Score |
| 1er | Australie          | Slovaquie  | 2 - 1 |
| 2e  | États-Unis         | Pays-Bas   | 2 - 1 |
| 3e  | Pays-Bas           | Australie  | 2 - 1 |
| 4e  | Slovaquie          | États-Unis | 2 - 1 |
| 5e  | Slovaquie          | Pays-Bas   | 3 - 0 |
| 6e  | États-Unis         | Australie  | 2 - 1 |

| #   | Pays       | Points | Matchs | Sets    |
| --- | ---------- | ------ | ------ | ------- |
| 1re | Slovaquie  | 2 - 1  | 6 - 3  | 11 - 6  |
| 2e  | États-Unis | 2 - 1  | 5 - 4  | 10 - 10 |
| 3e  | Pays-Bas   | 1 - 2  | 3 - 6  | 4 - 10  |
| 4e  | Australie  | 1 - 2  | 4 - 5  | 10 - 9  |

#### Matchs détaillés
|  | Équipe 1  | Score | Équipe 2  |  |
|  | Australie | 2 – 1 | Slovaquie |  |

| Ordre des matchs | Joueurs               | Points au premier set | Points au second set | Points au troisième set |
| ---------------- | --------------------- | --------------------- | -------------------- | ----------------------- |
| 1                | Alicia Molik          | 6                     | 6                    |                         |
| 1                | Daniela Hantuchová    | 3                     | 3                    |                         |
|                  |                       |                       |                      |                         |
| 2                | Mark Philippoussis    | 5                     | 2                    |                         |
| 2                | Dominik Hrbatý        | 7                     | 6                    |                         |
|                  |                       |                       |                      |                         |
| 3                | Molik - Philippoussis | 69                    | 6                    | 7                       |
| 3                | Hantuchová - Hrbatý   | 7                     | 3                    | 69                      |

|  | Équipe 1   | Score | Équipe 2 |  |
|  | États-Unis | 2 – 1 | Pays-Bas |  |

| Ordre des matchs | Joueurs             | Points au premier set | Points au second set | Points au troisième set |
| ---------------- | ------------------- | --------------------- | -------------------- | ----------------------- |
| 1                | Meghann Shaughnessy | 7                     | 6                    |                         |
| 1                | Michaëlla Krajicek  | 5                     | 4                    |                         |
|                  |                     |                       |                      |                         |
| 2                | James Blake         | 6                     | 7                    |                         |
| 2                | Peter Wessels       | 1                     | 64                   |                         |
|                  |                     |                       |                      |                         |
| 3 (sans enjeu)   | Shaughnessy - Blake | 5                     | 5                    |                         |
| 3 (sans enjeu)   | Krajicek - Wessels  | 7                     | 7                    |                         |

|  | Équipe 1 | Score | Équipe 2  |  |
|  | Pays-Bas | 2 – 1 | Australie |  |

| Ordre des matchs | Joueurs               | Points au premier set | Points au second set | Points au troisième set |
| ---------------- | --------------------- | --------------------- | -------------------- | ----------------------- |
| 1                | Michaëlla Krajicek    | 3                     | 5                    |                         |
| 1                | Alicia Molik          | 6                     | 7                    |                         |
|                  |                       |                       |                      |                         |
| 2                | Peter Wessels         | 7                     | 3                    | 6                       |
| 2                | Mark Philippoussis    | 65                    | 6                    | 2                       |
|                  |                       |                       |                      |                         |
| 3                | Krajicek - Wessels    |                       |                      |                         |
| 3                | Molik - Philippoussis |                       | forfait              |                         |

|  | Équipe 1  | Score | Équipe 2   |  |
|  | Slovaquie | 2 – 1 | États-Unis |  |

| Ordre des matchs | Joueurs             | Points au premier set | Points au second set | Points au troisième set |
| ---------------- | ------------------- | --------------------- | -------------------- | ----------------------- |
| 1                | Daniela Hantuchová  | 6                     | 6                    |                         |
| 1                | Meghann Shaughnessy | 4                     | 2                    |                         |
|                  |                     |                       |                      |                         |
| 2                | Dominik Hrbatý      | 7                     | 6                    |                         |
| 2                | James Blake         | 62                    | 4                    |                         |
|                  |                     |                       |                      |                         |
| 3 (sans enjeu)   | Hantuchová - Hrbatý | 6                     | 613                  | 67                      |
| 3 (sans enjeu)   | Shaughnessy - Blake | 0                     | 7                    | 7                       |

|  | Équipe 1  | Score | Équipe 2 |  |
|  | Slovaquie | 3 – 0 | Pays-Bas |  |

| Ordre des matchs | Joueurs             | Points au premier set | Points au second set | Points au troisième set |
| ---------------- | ------------------- | --------------------- | -------------------- | ----------------------- |
| 1                | Daniela Hantuchová  | 6                     | 6                    |                         |
| 1                | Michaëlla Krajicek  | 4                     | 2                    |                         |
|                  |                     |                       |                      |                         |
| 2                | Dominik Hrbatý      | 5                     |                      |                         |
| 2                | Peter Wessels       | 2                     | ab.                  |                         |
|                  |                     |                       |                      |                         |
| 3 (sans enjeu)   | Hantuchová - Hrbatý |                       |                      |                         |
| 3 (sans enjeu)   | Krajicek - Wessels  |                       | forfait              |                         |

|  | Équipe 1   | Score | Équipe 2  |  |
|  | États-Unis | 2 – 1 | Australie |  |

| Ordre des matchs | Joueurs             | Points au premier set | Points au second set | Points au troisième set |
| ---------------- | ------------------- | --------------------- | -------------------- | ----------------------- |
| 1                | Meghann Shaughnessy | 2                     | 3                    |                         |
| 1                | Alicia Molik        | 6                     | 6                    |                         |
|                  |                     |                       |                      |                         |
| 2                | James Blake         | 6                     | 6                    |                         |
| 2                | Paul Baccanello     | 3                     | 4                    |                         |
|                  |                     |                       |                      |                         |
| 3                | Shaughnessy - Blake | 6                     | 7                    | 7                       |
| 3                | Molik - Baccanello  | 7                     | 5                    | 67                      |

## Finale
La finale de la Hopman Cup 2005 se joue entre la Slovaquie et l'Argentine.
|  | Équipe 1  | Score | Équipe 2  |  |
|  | Slovaquie | 3 – 0 | Argentine |  |